# 정태성 (1926년)
정태성(鄭泰成, 1926년 2월 23일~1984년 11월 15일)은 대한민국의 정치인이다. 제6·7대 국회의원을 지냈다.

## 학력
- 충주중학교 졸업
- 연희대학교 상경대학 상학부 졸업

## 경력
- 충주중, 단성중, 충주고, 충주공고 교사
- 충북대학교 조교수, 교수
- 충북교육회 이사
- 충북도체육회 부회장
- 민주공화당 충북도지부 사무국장
- 민주공화당 충북제1지구당 위원장
- APU 제2회총회 한국대표
- 국회 상공위원장
- 제6대 국회의원(민주공화당, 충북 청주시)
- 제7대 국회의원(민주공화당, 충북 청주시)
- 민주공화당 당무위원 및 재정위원장
- 선거관계법개정국회특별위원회위원장

## 역대 선거 결과
|  | 36.79% |

|  | 58.64% |

|  | 47.24% |